# لوراتادین
لوراتادین (به انگلیسی: Loratadine) که با نام تجاری کلاریتین (Claritin) نیز به فروش می‌رسد، دارویی است که برای درمان آلرژی استفاده می‌شود. این شامل رینیت آلرژیک (تب یونجه) و کهیر است. همچنین در ترکیب با سودوافدرین، یک داروی ضد احتقان، معروف به لوراتادین/سئودوافدرین موجود است. لوراتادین به صورت خوراکی مصرف می‌شود. عوارض جانبی رایج آن شامل خواب آلودگی، خشکی دهان و سردرد است. عوارض جانبی جدی نادراست و شامل واکنش‌های آلرژیک، تشنج و مشکلات کبدی می‌شود. استفاده در دوران بارداری بی‌خطر به‌نظر می‌رسد، اما همچنان به‌خوبی مورد مطالعه قرار نگرفته‌است. مصرف آن در کودکان کمتر از دو سال توصیه نمی‌شود. این دارو در خانواده داروهای آنتی هیستامین نسل دوم قرار دارد.
لوراتادین در سال ۱۹۸۰ ثبت اختراع شد و در سال ۱۹۸۸ به بازار آمد. این دارو در فهرست داروهای ضروری سازمان بهداشت جهانی قرار دارد. لوراتادین در ایران به عنوان یک داروی عمومی در دسترس است. در سال ۲۰۱۹، این دارو با بیش از ۱۱ میلیون نسخه، شصت و ششمین داروی رایج تجویز شده در ایالات متحده بود.
رده درمانی: آنتی‌هیستامین‌ها
اشکال دارویی: قرص، شربت

## موارد مصرف
هیستامین ماده‌ای است که باعث بروز آبریزش بینی، عطسه، قرمزی چشم‌ها و اشک ریزش می‌شود. این علایم در بیماری رینیت (التهاب مخاط بینی) آلرژیک فصلی یا دائمی، آسم آلرژیک و تب یونجه دیده می‌شوند. لوراتادین در درمان و تسکین علائم بیماران دچار حساسیت بینی (التهاب مخاط بینی)، قرمزی، خارش پوست و کهیر مزمن ایدیوپاتیک (Chronic Idiopathic Urticaria CIU) و سایر آلرژی‌های پوستی نیز استفاده می‌شود. برای رینیت آلرژیک، لوراتادین برای هر دو علائم بینی و چشم، عطسه، آبریزش بینی، و خارش یا سوزش چشم استفاده می‌شود. مشابه ستیریزین، لوراتادین خارش مرتبط با بیماری کیمورا را کاهش می‌دهد.

## موارد منع مصرف
بیماران مبتلا به اختلالات شدید کبدی ممکن است نیاز داشته باشند با دوز کمتری شروع کنند. هیچ انطباق دوزی برای بیماران مسن یا مبتلا به نارسایی کلیه لازم نیست.
لوراتادین معمولاً با شیردهی سازگار است (طبقه‌بندی L-2، احتمالاً سازگار است). در ایالات متحده، آن را به عنوان دسته B در بارداری طبقه‌بندی می‌کنند، به این معنی که مطالعات تولید مثل حیوانات در نشان دادن خطر برای جنین شکست خورده‌است، اما هیچ مطالعه کافی و کنترل شده‌ای در زنان باردار انجام نشده‌است.

## مکانیسم اثر
آنتی‌هیستامین‌ها اثرات هیستامین را در بدن (گیرنده H-1) مهار می‌کنند. بلوک رقابتی گیرنده‌های نوع یک هیستامین در بافتها. این بلوک تقریباً اختصاصی است.
موادی که به عنوان مهار کننده آنزیم CYP3A4 عمل می‌کنند مانند کتوکونازول، اریترومایسین، سایمتیدین و مشتقات فورانوکومارین (موجود در گریپ فروت) منجر به افزایش سطح پلاسمایی لوراتادین می‌شود؛ یعنی مقدار بیشتری از دارو در جریان خون، نسبت به یک دوز معمولی وجود خواهد داشت. این موضوع، تأثیرات بالینی قابل توجهی در کارآزمایی‌های کنترل‌شده برای درمان با ۱۰ میلی‌گرم لوراتادین دارد. آنتی هیستامین‌ها باید ۴۸ ساعت قبل از آزمایش‌های حساسیت پوستی قطع شوند، زیرا ممکن است از واکنش‌های مثبت به شاخص‌های فعالیت پوستی جلوگیری کرده یا آنها را کاهش دهند.

## عوارض جانبی
این دارو از نسل جدید آنتی هیستامینها بوده به دلیل اختصاصی بودن و عبور کمتر از سدخونی مغزی برخلاف اغلب آنتی هیستامینها، دارای اثرات سداتیو (آرام بخشی) و آنتی کولینرژیک نیست. ولی سردرد، سرگیجه، اختلال بینایی، ضعف عضلانی یا خستگی غیرمعمول، تپش یا تندی ضربان قلب، احساس گرفتگی در سینه و اشکال در دفع ادرار در برخی بیماران دیده می‌شود. گاه خواب‌آور و همچنین در صورت استفاده مداوم موجب کم شنوایی نیز می‌شود.

## فارماکولوژی

### فارماکودینامیک
لوراتادین یک آنتی هیستامین سه حلقه ای است که به عنوان آگونیست معکوس انتخابی گیرنده‌های هیستامین محیطی H1 عمل می‌کند. قدرت آنتاگونیست‌های هیستامین نسل دوم عبارت است از: (از قوی‌ترین تا ضعیف‌ترین) دسلوراتادین (Ki 0.4 نانومولار) > لووستریزین (Ki 3 نانومولار) > ستیریزین (Ki 6 نانومولار) > فکسوفنادین (Ki 10 نانومولار) > ترفنادین > لوراتادین.
با این حال، شروع اثر به‌طور قابل توجهی متفاوت است و اثربخشی بالینی همیشه به‌طور مستقیم فقط با قدرت گیرنده H1 مرتبط نیست، زیرا غلظت داروی آزاد در گیرنده نیز باید در نظر گرفته شود. لوراتادین همچنین خواص ضد التهابی مستقل از گیرنده‌های H1 نشان می‌دهد. این اثر از طریق سرکوب مسیر NF-kB، و با تنظیم آزادسازی سیتوکین‌ها و کموکاین‌ها، و در نتیجه تنظیم جذب سلول‌های التهابی نشان داده می‌شود.

### فارماکوکینتیک
لوراتادین به صورت خوراکی تجویز می‌شود، به خوبی از دستگاه گوارش جذب می‌شود و متابولیسم کبدی گذر اول سریع دارد. توسط ایزوآنزیم‌های سیستم سیتوکروم P450، از جمله CYP3A4، CYP2D6، و به میزان کمتر، چندین مورد دیگر متابولیزه می‌شود. لوراتادین تقریباً به‌طور کامل (۹۹–۹۷٪) به پروتئین‌های پلاسما متصل می‌شود. متابولیت آن، دسلوراتادین، که تا حد زیادی مسئول اثرات آنتی هیستامینرژیک است، به میزان ۷۳–۷۶ درصد به پروتئین‌های پلاسما متصل می‌شود.
اوج اثر لوراتادین پس از ۱ تا ۲ ساعت رخ می‌دهد و نیمه عمر بیولوژیکی آن به‌طور متوسط ۸ ساعت (محدوده ۳ تا ۲۰ ساعت) است و نیمه عمر دسلوراتادین ۲۷ ساعت (محدوده ۹ تا ۹۲ ساعت) است که دلیل اثر طولانی مدت آن است. حدود ۴۰ درصد به صورت متابولیت‌های کونژوگه در ادرار و مقدار مشابهی نیز از طریق مدفوع دفع می‌شود. آثاری از لوراتادین متابولیزه نشده را می‌توان در ادرار یافت.
لوراتادین از نظر ساختار، ارتباط نزدیکی با داروهای ضد افسردگی سه حلقه ای، مانند ایمی پرامین، و ارتباط دور با کوتیاپین آنتی سایکوتیک آتیپیک دارد.

## تاریخچه
شرینگ-پلاو لوراتادین را به عنوان بخشی از تلاش برای یک داروی پرفروش بالقوه تولید کرد: یک آنتی هیستامین غیر آرامبخش. در زمانی که شرینگ-پلاو دارو را برای تأیید به سازمان غذا و داروی ایالات متحده (FDA) ارسال کرد، آژانس قبلاً آنتی هیستامین غیر آرام بخش یک رقیب، ترفنادین را تأیید کرده بود و بنابراین، لوراتادین را در اولویت پایین‌تری قرار داد. سازمان غذا و داروی آمریکا (FDA) در سال ۱۹۹۳ لوراتادین را تأیید کرد. شرکت محصولات مراقبت‌های بهداشتی بایر (Bayer Healthcare) اولین شرکت سازندهٔ این دارو است. با این حال، پس از گزارش‌هایی مبنی بر آریتمی‌های بطنی جدی در میان مصرف‌کنندگان این دارو ترفنادین باید توسط سازنده در اواخر سال ۱۹۹۷ از بازار ایالات متحده حذف می‌شد. این دارو تنها با نسخه در ایالات متحده در دسترس بود تا اینکه در سال ۲۰۰۲ ثبت اختراع شد. سپس متعاقباً برای فروش بدون نسخه مورد تأیید قرار گرفت. هنگامی که این دارو به یک داروی بدون نسخه تبدیل شد، قیمت آن به میزان قابل توجهی کاهش یافت.
شرینگ-پلاو همچنین دسلوراتادین را که یک متابولیت فعال لوراتادین است، تولید کرد.